# Dos errores hacen un acierto
En lógica, dos errores hacen un acierto es una falacia que ocurre cuando se asume que si un error es cometido, otro error podrá cancelarlo. La falsedad o equivocación en un comentario o acción no hace más necesario, loable o racionalmente prudencial realizar otro acto equivocado en represalia.
Este tipo de falacia se reproduce en la ley de Talión. Es debida a varios sesgos como sesgo de simetría, fenómeno del mundo justo. El problema no reside en saber qué se considera error o si se considera un error y un acierto la represalia. La falacia no está en la definición de las dos acciones iniciales sino en considerar que el resultado está definitivamente, por cancelación, ligado a un acierto o a un error.
La idea de que un error es cancelado por otro viene de la semejanza o ilusión de serie que existe con la ley de Newton, donde una fuerza en una dirección genera otra fuerza de igual magnitud, pero en dirección opuesta. Sin embargo, la ley no se pronuncia sobre el acierto de la fuerza en un sentido y del otro, es decir, no se pronuncia sobre la idoneidad o finalidad de este comportamiento. Es decir, en física esto no se puede cambiar pero en los comportamientos sí y si una reacción diferente conduce a una mejor consecución de acontecimientos, esta debería tomarse. De esta manera muchos pueden encontrar argumentos para justificar que en defensa propia uno puede responder con violencia a la violencia pero no podrán ligar un resultado positivo debido solo a una cancelación de efectos.
En la guerra fría, la amenaza nuclear en represalia a otra amenaza nuclear fue usada y aunque evitó la guerra creó una escalada nuclear. Es decir, ligar el resultado a un acierto debe hacerse con otros argumentos más que la pura cancelación de dos efectos nocivos. De otra manera, se pueden entrar en ciclos de violencia, acumulación de armas, escalada de desconfianza, y otros errores en incremento, cuando la otra parte usa la misma lógica.

## Ejemplos
Juan: Llamé a mi jefe y le llamé idiota. Puedo volver a llamar y llamarle idiota pero diciendo que soy Susana». Aunque el segundo hecho perjudicial puede aparentemente cancelar mi primer error no se puede asumir un acierto y salir sin problemas del atolladero. Se podría hacer lo correcto y disculparse y quizás el resultado hubiera sido también acertado. La cuestión es que tanto lo uno como lo otro no liga a un resultado si no hay argumentos que lo apoyen como la personalidad de tu jefe, confianza con él y otros argumentos.
Árbitro de fútbol: En un partido pita un penalti, pero a continuación llega a la conclusión de que se ha precipitado y no debería haberlo pitado. Para compensar a la primera oportunidad pita otro penalti en el área contraria para compensar al equipo inicialmente perjudicado a sabiendas de que no es correcto. El árbitro intenta así dar una imagen de ecuanimidad y evitar la acusación de favoritismo hacia un equipo cometiendo el mismo error en ambos sentidos.